# أونجو (فوكوكا)
مدينة أونجو (بالإنجليزية: Ōnojō)‏ هي أحد المدن التابعة لمحافظة فوكوكا. تأسست رسميًا في 01/04/1972. ويقدر عدد سكانها بـ 94037 نسمة حسب تقدير مكتب الإحصاء الياباني لعام 2012. تبلغ مساحة أونجو 26.88 كم2. بكثافة سكانية تبلغ 3498 نسمة/كم2.

## أعلام
- يو إيتو
- يويشي هوندا